# Голяма чинчила
Големите чинчили (Chinchilla chinchilla) са вид дребни бозайници от семейство Чинчилови (Chinchillidae). Разпространени са в Андите, в миналото на територията на Перу, Боливия, Чили и Аржентина, но днес се смятат за изчезнали в първите две страни. Големите чинчили в природата са критично застрашени от изчезване, вследствие на масовия им лов за кожи. В наши дни те успешно се развъждат във ферми, поради което уловът им е намалял.